# ホーザリー
- ホーザリー
- ホージャリー

ホーザリー（en:hosiery）またはホージャリーとは、靴下類を総称する英語で、広義では男性用の靴下やレギンスなどのレッグウエアも含むが、一般的にはタイツやストッキングなどの女性用の長い靴下を示すことが多い。
イギリスではニット製品をこの言葉で呼び、ホーズ(hose)と同義語であり、ホーズは靴下類のすべてを意味する。日本でいうパンティーストッキングを英語圏では「パンティーホーズ」(pantyhose)と呼称する。
英語の「hosiery」（編物）は「hose」（靴下）の派生語とされ、靴下はニット製品の起源と考えられている。同様にニットの旧称である「メリヤス」の語源はスペイン語のメディアス（medias）やポルトガル語のメイアス（meias）であり、いずれも靴下の意味である。
日本では2013年頃からタトゥーストッキングや、ストッキングを靴下やスニーカーと組み合わせる着こなしが流行した。ストッキングという呼び名にはやや古くさいイメージがあるとして、新味を出す呼び方としてファッション雑誌などが従来の透け感のあるストッキングを「シアータイツ」などと呼び始めた。他に若い女性の間では靴下類の総称を意味する「ホーザリー」、「レッグウエア」などの呼称が普及した。さらに厚手のリブタイツなどを指す呼び方としても用いられている。

## 種類

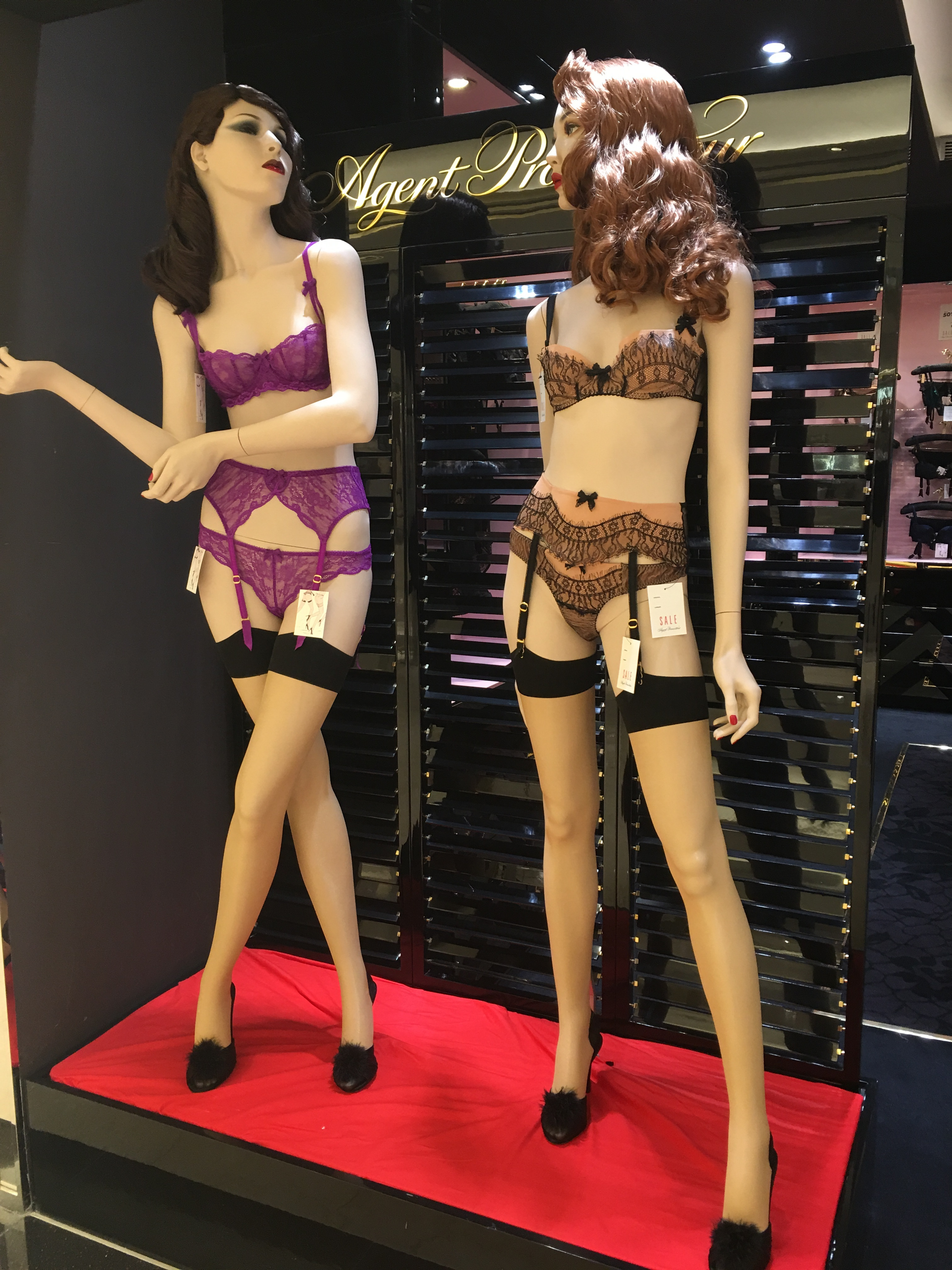
ランジェリーと黒のガーターストッキング

- アンクレット：薄手の生地で作られた足首までの短い靴下[11]。
- ニーハイ：膝まで届き、パンツの下に着用するように設計されたホーザリー[11]。
- ストッキング：長さは太股の上部までで、ガードルまたはガーターベルトで固定し、通常は薄手である[11]。ホールドアップ（en:hold-ups）は、ゴムバンドで所定の位置に保持されるストッキング[11]。
- タイツ：厚手で脚全体を覆うホーザリー[11]。
- パンティホーズ：腰から脚全体を覆うナイロン製[11]。
- フィッシュネット：Fishnet模様に編み込まれたホーザリー[11]。

2019年刊行の『新版 モダリーナのファッションパーツ図鑑』では「レッグウェア」として以下を紹介している。
- ストッキング（stockings）
- タイツ（tights）
- 網タイツ（fishnet tights）
- ソックス（socks）
- ルーズ・ソックス（loose socks）
- レッグ・ウォーマー（leg warmers）
- フット・カバー（foot cover）
- トゥ・カバー（toe cover）
- 五本指ソックス（toe socks）
- トング・ソックス（thong socks）